# Iglesia de Santo Tomé (Priandi)
La iglesia de  Santo Tomé de Priandi está situada en el concejo asturiano de Nava.
En el templo actual sólo aparece un resto prerrománico, el cual es una ventana bífora situada en un muro bajo el alero.
- Datos: Q5992041